# Памятник Низами Гянджеви (Гянджа, 1946)
Па́мятник Низами́ Гянджеви́ (азерб. Nizami Gəncəvinin heykəli) — памятник выдающемуся поэту Низами Гянджеви, расположенный в родном городе поэта, городе Гянджа, в Азербайджане. Установлен в 1946 году. Скульптор памятника — народный художник Азербайджана Фуад Абдурахманов, архитекторы — Садых Дадашев и Микаэль Усейнов. За этот памятник в 1947 году Фуад Абдурахманов был удостоен Сталинской премии.
До 2009 года памятник не реставрировался. В 2009 году памятник подвергся реконструкции. В результате проведенных работ мраморное покрытие постамента было заменено на бронзовое. 600 м² территории было обложено плиткой, установлена новая система освещения, а также скамейки. На реставрационные работы из государственного бюджета было выделено 45 тысяч манатов.